# Усть-Тунгуска
Усть-Тунгуска — деревня в Енисейском районе Красноярского края России. Входит в Абалаковский сельсовет.
Расположена на левом берегу Енисея в 2 км ниже (напротив) устья реки  Ангары, в 12 км к востоку от села Абалаково, в 25 км к юго-востоку от Лесосибирска и в 250 км к северу от Красноярска.
Через деревню проходит автодорога 04К-044 Красноярск — Енисейск. Ближайшая ж.-д. станция находится в 21 км к западу в посёлке Абалаково (на ветке Ачинск — Лесосибирск).
| 2010 |
| ---- |
| 267  |

## История
Усть-Тунгуска основана в 1637 году. По вине сюда были высланы семь семей, которые жили в каменной часовне (кто и когда её построил - неизвестно). Со временем часовня стала храмом Св. Василия Мангазейского (Васильевская церковь).
Название деревни, очевидно, происходит от прежнего названия Ангары — Верхняя Тунгуска.